# Marty Ehrlich

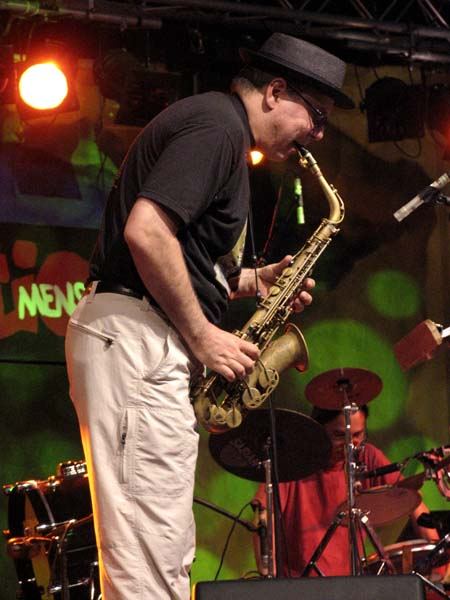
Marty Ehrlich op Moers festival, 2004

Martin Lewis "Marty" Ehrlich (St. Paul, Minnesota, 31 mei 1955) is een Amerikaanse jazz-saxofonist, -klarinettist, -fluitist en -componist. Hij is actief in de geïmproviseerde muziek, free jazz en hedendaagse klassieke muziek.
Ehrlich groeide op in St. Louis. Tijdens zijn middelbareschooltijd kwam hij in contact met de Black Artists' Group, die gemodelleerd was naar de AACM in Chicago. Al in 1972 maakte hij zijn eerste opnames, met het Human Arts Ensemble. Van 1973 tot 1977 studeerde hij aan het New England Conservatory of Music in Boston, waar hij les kreeg van onder meer George Russell, Jaki Byard en Gunther Schuller en waar hij naast met jazz ook kennismaakte met westerse klassieke muziek. In 1978 ging hij naar New York, waar hij in veel bands speelde en ook optrad in enkele orkesten, zoals Chicago Symphony Orchestra. Hij was de leider van verschillende groepen: een kwartet, The Traveler's Tales Group en Dark Woods Ensemble. Tegenwoordig vormt hij een duo met pianiste Myra Melford en heeft hij een trio, C/D/E, met Mark Dresser en Andrew Cyrille. Hij heeft zo'n 25 albums gemaakt (2012) (bijvoorbeeld in duo met onder meer Anthony Cox, Muhal Richard Abrams en John Lindberg) en speelde mee op meer dan honderd opnames van mannen als Ray Anderson, Anthony Braxton, Jaki Byard, John Carter, Jack DeJohnette, Peter Erskine, George Gruntz, Chico Hamilton, Julius Hemphill, Wayne Horvitz, Leroy Jenkins, Oliver Lake, Bobby Previte en John Zorn.
Als componist was Ehrlich actief voor verschillende gezelschappen, onder andere voor New York Composer's Orchestra, Boston Jazz Composer's Alliance, Lydian String Quartet en Rova Saxophone Quartet. Ook componeerde hij voor de pianiste Ursula Oppens.
Ehrlich geeft tevens les in Hampshire College in Amherst.

## Discografie (selectie)
- 'Pliant Plaint', Enja, 1987
- 'The Traveler's Tale', Enja, 1990
- 'Emergency Peace', New World Records, 1991
- 'Side By Side', Enja, 1991
- 'Can You Hear a Motion', Enja, 1993
- 'Just Before the Dawn', BMG, 1995
- 'Light at the Crossroads', Songlines, 1996
- 'New York Child', Enja, 1996
- 'Live Wood', Music & Arts, 1997
- 'Sojourn', Tzadik, 1999
- 'Malinke's Dance', OmniTone, 2000
- 'Song', Enja, 2001
- 'Line on Love', Palmetto, 2003
- 'News on the Rail', Palmetto, 2005
- 'Hear You Say', Intuition, 2010